# Tarima (baile)
La tarima es un instrumento de percusión idiófono. Consiste en un bloque de madera sobre el cual se taconea durante la actividad de baile y musical en ciertos géneros folclóricos de México.
Este idiófono de taconeo es el centro de la fiesta de tarima denominada fandango o huapango, en el son jarocho y antiguamente en otros géneros como el son de artesa y el son abajeño. Donde sea colocada la tarima es donde se llevará a cabo la fiesta. En las presentaciones de escenario se usan tarimas individuales, fuera de esta excepción, es un instrumento esencialmente colectivo. 
La tarima se construye de madera, algunos las prefieren de maderas blandas como el cedro, otras las prefieren de maderas duras como el roble, invariablemente se prefieren maderas muy secas. 
La tarima es golpeada con los tacones y la planta de los zapatados, pero también se puede hacer sonar con pies descalzos. Los tacones son, para obtener un mejor sonido, de madera. 